# غريغ ميرفي (سياسي)
غريغ ميرفي هو طبيب مسالك بولية وسياسي أمريكي، ولد في 1963 في رالي في الولايات المتحدة. نشط حزبياً في الحزب الجمهوري. وقد انتخب عضو مجلس النواب الأمريكي ‏ عن دائرة North Carolina's 3rd congressional district ‏ وقد انضم خلال فترته النيابية ‏ (10 سبتمبر 2019 – 3 يناير 2021) للكتلة البرلمانية الحزب الجمهوري وانتخب عضو مجلس النواب الأمريكي ‏ وانتخب عضو مجلس نواب كارولينا الشمالية ‏.

## وصلات خارجية
- الموقع الرسمي